# Gnophopsodos
Gnophopsodos is een geslacht van vlinders van de familie spanners (Geometridae), uit de onderfamilie Ennominae.

## Soorten
- G. altissimaria Oberthür, 1913
- G. gnophosaria Oberthür, 1893